# Otov (Přední Výtoň)
Otov (německy Ottenschlag) je zaniklá ves na území obce Přední Výtoň v okrese Český Krumlov.

## Historie
První písemná zmínka o Ottenschlagu (v překladu Otova paseka) je uvedena v rožmberském urbáři z roku 1379.

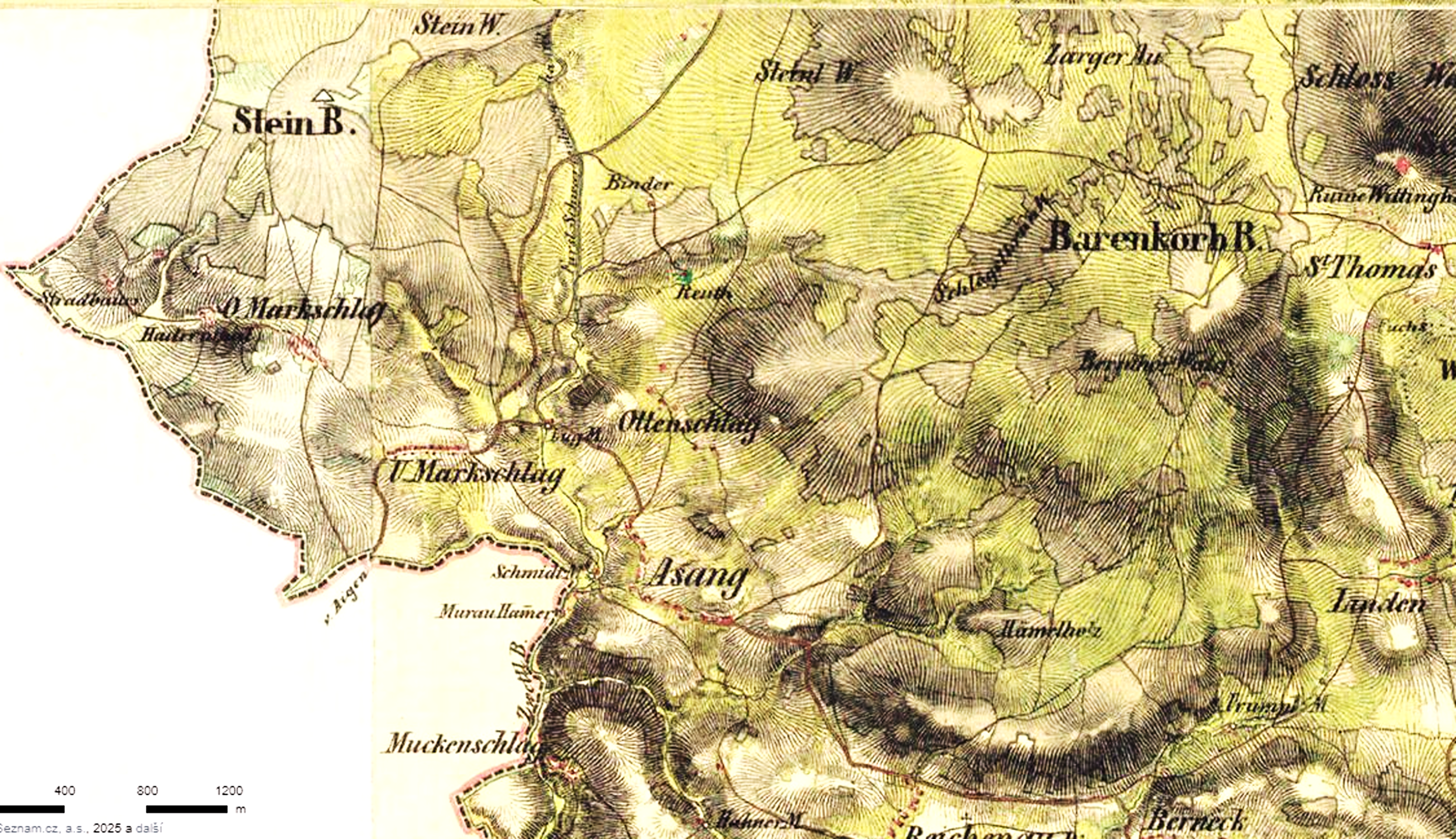
Otov (Ottenschlag) na mapě z poloviny 19. století

Od poloviny 19. století do poloviny 20. století byla ves osadou obce Pasečná (Reiterschlag). Patřila do farnosti Rychnůvek. V roce 1950 byl Otov osadou obce Frymburk. Vesnice, jejíž obyvatelstvo bylo vysídleno po druhé světové válce, v dalších letech zanikla.
Na Otovském potoce (jihozápadně od vsi) stával mlýn s pilou. V roce 2005 zde byla vyhlášena přírodní rezervace Otovský potok. V roce 2011 byla na území, které je východně od bývalé vesnice, vyhlášena přírodní rezervace Otov.

## Geografická poloha
Vesnice Otov se nacházela mezi osadou Růžový Vrch na severu a jižněji položenými Jasánkami, vzdušnou čarou necelé čtyři kilometry západně od osady Svatý Tomáš a od hradu Vítkův kámen.

### Počet obyvatel a domů v letech 1869–1950
|           | 1869 | 1880 | 1890 | 1900 | 1910 | 1921 | 1930 | 1950 |
| --------- | ---- | ---- | ---- | ---- | ---- | ---- | ---- | ---- |
| Obyvatelé | 101  | 132  | 131  | 109  | 81   | 86   | 87   | –    |
| Domy      | 8    | 17   | 17   | 16   | 16   | 17   | 17   | 8    |

Zdroj: Historický lexikon obcí České republiky -  1869 - 2011